# Президентські вибори у Франції 1981
Президентські вибори у Франції 1981 — президентські вибори які проходили 26 квітня (перший тур) та 10 травня (другий тур). На виборах був обраний Франсуа Міттеран, перший президент-соціаліст П'ятої республіки, який у другому турі переміг діючого президента Валері Жискара д'Естена.

## Результати
| Кандидат | Кандидат                | Партія                             | Партія                  | Перший тур | Перший тур | Другий тур | Другий тур |
| Кандидат | Кандидат                | Партія                             | Партія                  | Голосів    | %          | Голосів    | %          |
| --- | ----------------------- | ---------------------------------- | ----------------------- | ---------- | ---------- | ---------- | ---------- |
| | Валері Жискар д'Естен   | Союз за французьку демократію      | UDF                     | 8 222 432  | 28,32%     | 14 642 306 | 48,24%     |
| | Франсуа Міттеран        | Соціалістична партія               | PS                      | 7 505 960  | 25,85%     | 15 708 262 | 51,76%     |
| | Жак Ширак               | Об'єднання на підтримку Республіки | RPR                     | 5 225 848  | 18,00%     |            |            |
| | Жорж Марше              | Французька комуністична партія     | PCF                     | 4 456 922  | 15,35%     |            |            |
| | Бріс Лалонд             | Політичний екологічний рух         | MEP                     | 1 126 254  | 3,88%      |            |            |
| | Арлет Лаґіє             | Робітнича боротьба                 | LO                      | 668 057    | 2,30%      |            |            |
| | Мішель Крепо            | Радикальна партія лівих            | PRG                     | 642 847    | 2,21%      |            |            |
| | Мішель Дебре            | ґолліст правого спрямування        | DVD                     | 481 821    | 1,66%      |            |            |
| | Марі-Франс Ґаро         | ґоллістка правого спрямування      | DVD                     | 386 623    | 1,33%      |            |            |
| | Юґетт Бушарда           | Об'єднана соціалістична партія     | PSU                     | 321 353    | 1,11%      |            |            |
| |                         |                                    |                         |            |            |            |            |
| Загалом | Загалом                 | Загалом                            | Загалом                 | 29 038 117 | 100%       | 30 350 568 | 100%       |
| |                         |                                    |                         |            |            |            |            |
| Дійсні голоси | Дійсні голоси           | Дійсні голоси                      | Дійсні голоси           | 29 038 117 | 98,38%     | 30 350 568 | 97,12%     |
| Визнані недійсними | Визнані недійсними      | Визнані недійсними                 | Визнані недійсними      | 477 965    | 1,62%      | 898 984    | 2,88%      |
| Явка виборців | Явка виборців           | Явка виборців                      | Явка виборців           | 29 516 082 | 81,09%     | 31 249 552 | 85,85%     |
| Не голосували | Не голосували           | Не голосували                      | Не голосували           | 6 882 777  | 18,91%     | 5 149 210  | 14,15%     |
| Зареєстрованих виборців | Зареєстрованих виборців | Зареєстрованих виборців            | Зареєстрованих виборців | 36 398 859 |            | 36 398 762 |            |
| |                         |                                    |                         |            |            |            |            |
| Джерела: Список кандидатів[недоступне посилання з липня 2019] · Результат першого туру[недоступне посилання з липня 2019] · Результат другого туру[недоступне посилання з липня 2019] |                         |                                    |                         |            |            |            |            |